# Lampetis fahrei
Lampetis fahrei es una especie de escarabajo del género Lampetis, familia Buprestidae. Fue descrita científicamente por Obenberger en  1928.